# Twitter議員
Twitter議員（ツイッターぎいん）とは、SNSの「Twitter」を利用している議員のことである。

## 歴史
Twitterは2006年にジャック・ドーシーが始めた簡易型のブログのようなサービス（短文投稿サイト）である。Twitterを通じて個人が短い文章のつぶやきを発信することで簡便に個人や組織の考えを世間に伝えることができるようになり、たくさんの政治家や著名人が利用するようになった。
アメリカ合衆国では2008年アメリカ合衆国大統領選挙の際にバラク・オバマ陣営とミット・ロムニー陣営の双方がTwitterなどソーシャルメディアを通じた発信を行い注目された。特にバラク・オバマ陣営はフォロワー数・サポーター数・コメント数などが圧倒的に多く大統領選挙での勝因の一つになったといわれている（厳密にはソーシャルメディアによる情報発信だけでなく受け手としてのビッグデータの活用の巧拙に差があったという分析もある）。
日本ではバラク・オバマ陣営がTwitterを利用し、大統領選挙に勝利をおさめたという話が国内で紹介されるようになった頃から、Twitterの政治分野での有効性に期待し、これを利用する現職の議員が現れるようになった。ただオバマ本人は後に、「ツイッターは一度もやったことがない」と発言している。
日本では2009年度あたりからTwitterを利用する議員が出始め、注目されるようになった。数は少ないが、行政府の首長などの議員ではない政治家にも同様の者が出現するようになってから、Twitter市長、Twitter知事、Twitter政治家などといった呼称も散見されるようになっている。

## Twitterと議会中継
Twitterでは、その実況性から、会議やシンポジウム、勉強会などの模様を書き込み、中継を行うユーザも存在する。
政治の場においても、国会議員が審議のテレビを見ながら党首討論の模様を中継する試みが行われた。なお、国会の議場や委員会室ではパソコンや携帯電話の使用に制限があることから、議員が傍聴しながらTwitterへ書き込むことは行なわれていない。

## Twitterと選挙
従来、日本では、公職選挙法第142条に列挙されている選挙運動のために頒布することが可能な文書図画にTwitterは挙げられておらず、選挙運動にTwitterを用いることは認められないというのが従来の総務省の見解であった。
逢坂誠二は2009年6月17日の自らのブログにおいて、Twitterと選挙について総務省に確認し、公職選挙法第142条第1項によりTwitterによる選挙運動はできないとの見解が示されたことを明らかにした上で、「選挙のネット活用は、もっと積極的であるべきだと感じますが、これまでの経過をみると法改正には、波が高いのかなぁ。」とTwitterの政治利用には、克服すべき問題があるとの見解を示している。また藤末健三もTwitterを用いた選挙活動が法律に抵触するのかどうか、2009年7月13日に参議院に質問主意書を提出し、同様の答弁を得ている。
2009年7月20日の日本経済新聞朝刊1面の記事で、「街頭演説を行うことをTwitterで発言するとすぐに反応がある」という藤末の事例が紹介され、Twitterが政治活動でも活用されはじめていることを一般に知らしめたが、あくまで公示前までであり、選挙への利用は出来ないとの見解もあらためて示された。
2013年4月19日に可決成立した公職選挙法により、FacebookやTwitter、YouTubeやInstagram、Google+などのソーシャル・ネットワーキング・サービスを使用したりなどの、一定のインターネットを利用した選挙運動が解禁された。

## 各国議員の利用状況

### 北米
- アメリカの国会議員のTwitter利用者一覧[19]
- カナダの国会議員のTwitter利用者一覧[20]

### 欧州
- オランダのANPによると[21]、審議中に審議に参加している議員によるTwitterへの書き込みは行うべきではないという見解が、オランダ下院議長から出されている。
- イギリスでは、地方議員200名以上のtwitter利用者を集約させたサービス[22]がある。

### 日本
日本国内では2009年、Twitterの利用者増と、「政権交代」が焦点とされた第45回衆議院議員総選挙が時期的に重なった背景から、Twitter議員に関心が向けられることとなった。
国会議員では2009年1月に高山智司衆議院議員が、地方議会議員では2007年7月に伊藤大貴横浜市会議員が利用をはじめたのを草分けとして、2009年11月には19人を超える国会議員と85人を超える地方議会議員・首長がTwitterを利用している。（なお、高山智司衆議院議員と思われていたURIは、現在ヒモづけされているURIではないことが確認された。特に政治家や有名人の場合は、Twitterによるなりすまし行為防止のため、本人確認の方法として認証済みアカウントが用意されている。）
いくつかの議員ウェブサイトでもTwitterアカウントページへのリンクバナーが掲載されるなどしており、一定の認知を受けていると言える。
2009年12月には、自民党広報本部が2010年以降、同党すべての国会議員にTwitter使用を呼びかけると報道されたが、2010年1月の谷垣禎一自民党総裁（当時）の記者会見では「Twitterはよく分からないが、つぶやくのは好きではない」との趣旨の発言でTwitterの使用を否定するなど、足並みが乱れている。現在、ツイッターのアカウントを取得し、利用している。
2010年1月1日からは鳩山由紀夫内閣総理大臣（当時）がTwitterを始めているが、これに対して加藤紘一が苦言を呈するといった話題も出ている。